# Нападения на израильтян в Амстердаме (2024)
7 ноября 2024 года, после матча Лиги Европы УЕФА между нидерландским клубом «Аякс» и израильским клубом «Маккаби», в нескольких районах Амстердама произошли массовые нападения на израильских болельщиков «Маккаби».
Различные СМИ, а также официальные лица Израиля и Нидерландов, из-за скоординированного характера нападения и выбора еврейского и израильского населения в качестве цели нападения, назвали беспорядки антисемитскими и охарактеризовали их как «погром». Полиция Нидерландов заявила, что преступники «активно искали израильских болельщиков, чтобы напасть и избить их», и задержала свыше 60 человек. Пятерым пострадавшим потребовалась госпитализация.

## Ход событий

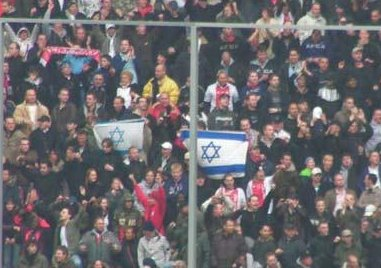
Болельщики АФК Аякс на стадионе ФК Утрехт в 2008 году с израильским флагом в поддержку клуба

Матч между нидерландским клубом «Аякс» и израильским клубом «Маккаби» прошёл в рамках общего этапа Лиги Европы УЕФА 2024/2025 на «Йохан Кройф Арена». «Аякс» победил со счётом 5:0, и инцидентов во время игры не было. «Аякс» долгое время отождествлял себя с евреями и филосемитизм является их идеологией.
До матча Моссад предупредил о возможной угрозе израильтянам и евреям, и направил предупреждение властям Нидерландов с требованием сильно увеличить меры безопасности вблизи футбольного стадиона и гостиниц, где остановились болельщики. Численность персонала полиции в городе была увеличена до 1200 полицейских. В социальных сетях широко распространилось видео, в котором мужчина призывал к нападениям на израильтян. Его просмотрели десятки тысяч человек. Видео содержало призыв надевать специальные перчатки и направляться в определённые места Амстердама. Перед матчем были организованы пропалестинские протесты. Одна из групп, участвовавших в них, предупредила протестующих о том, что им нужно быть готовыми к «серьёзному насилию».
В среду вечером 6 ноября 2024 года на Галя Биньямина Цува напали около 20 человек и начали требовать паспорт, чтобы проверить его национальность. Когда он ответил, что у него паспорта нет, банда хулиганов повалила его на землю и начала пинать в лицо. Его били семь или восемь человек до потери сознания. Очнулся он уже окровавленный с поломанными зубами в машине скорой помощи.
Около полуночи примерно 50 болельщиков «Маккаби» сорвали со здания флаг Палестины под крики «Fuck you Palestine». Далее они разделились и атаковали несколько автомобилей такси. Водители такси Амстердама, организовавшись через социальные сети, большой группой направились к казино, в котором находилось несколько сотен болельщиков. Полиции удалось предотвратить столкновение. В связи с этим инцидентом, мэр Амстердама Фемке Халсема связалась с руководством футбольных клубов, израильским послом в Нидерландах, а также профессиональными организациями таксистов, попросив их донести до болельщиков, туристов из Израиля и таксистов соответственно сообщение о необходимости поддержания безопасности и воздержания от политических провокаций и столкновений.
Днём четверга 7 ноября происходили столкновения пропалестинских демонстрантов и групп болельщиков «Маккаби», но полиция, разделив группы, вновь предотвратила возникновение насилия. Тем временем в сети распространялось всё больше сообщений, призывающих нападать на болельщиков из Израиля, в том числе содержащие антисемитские лозунги. В преддверии матча власти Амстердама запретили сторонникам Палестины проводить акции протеста около стадиона, где должна была состояться игра, чтобы избежать возможного насилия. Но несмотря на эти меры, пропалестинские демонстранты проигнорировали указание властей и совершали попытки добраться до стадиона.
Перед началом матча в четверг демонстранты бегали по улицам Амстердама с палестинскими флагами. Болельщики «Маккаби» подожгли один флаг, держали баннеры с похищенными ХАМАСом людьми, кричали «Смерть арабам» и «Let the IDF win. We will fuck the Arabs» и освистали минуту молчания по жертвам наводнений в Испании.
Редакция The Telegraph выяснила, что атаки на израильтян, обозначенные, как «охота на евреев» планировались и координировались в групповом чате за день до нападений, участники чата планировали начать атаки ночью после окончания матча.
Водители такси Амстердама тоже использовали социальные сети для координации нападений на израильских футбольных фанатов. Как писал эксперт по экстремизму и терроризму из Католического университета в Милане Джованни Джакалоне, «было установлено, что ключевую роль сыграли сообщники-таксисты, которые предательски привели фанатов в руки бандитов и предоставили информацию об их передвижениях, что также показали несколько перехваченных чатов».
После окончания матча (около 23:00) болельщики «Маккаби» сопровождались полицейскими до метро; по пути они пели антиарабские песни. После полуночи сторонники Палестины с палестинскими флагами напали на израильских футбольных болельщиков, кричали «Free Palestine» («Свободу Палестине»), окружали израильтян, избивали их и преследовали с ножами. Полиция предпринимала попытки пресечь беспорядки, но безуспешно.
Очевидцы сообщали о том, как пропалестинские активисты пытались нанести ножевые ранения, бросали людей в реку, избивали и оплёвывали израильтян. «Маарив» сообщала по крайней мере об одной попытке похитить израильтянина, многие фанаты в поисках убежища баррикадировались в магазинах и отелях. Нападавшие сбили одного болельщика автомобилем, а другого скинули в канал. Разгневанные толпы подходили к случайным прохожим и спрашивали об их национальности. Около полуночи группа болельщиков «Маккаби» в районе Площади Дам, вооружившись палками, совершала акты вандализма; также на видео были запечатлены мужчины в одежде с символикой израильского футбольного клуба, которые использовали в качестве оружия доски и трубы, взятые со строительной площади.
Минимум десять евреев были ранены, как минимум двое оказались в тяжёлом состоянии (одного из них специально сбили автомобилем). Сообщается о кражах паспортов пострадавших израильтян. Пятерым пострадавшим болельщикам потребовалась госпитализация.
Двое британских туристов сами подверглись нападению после того, как сделали попытку помочь израильтянину, избиваемому людьми на мопедах. 33-летний парень из Лондона попытался остановить напавших на израильтянина, которые после этого потребовали предъявить его паспорт, чтобы проверить, является ли он евреем. После отказа его ударили в лицо, брызнула кровь и разбились очки, а затем ещё два десятка выскочили и начали его бить. Когда один из нападавших сказал главному нападающему перестать, так как тот не еврей, главарь ответил: «Да, но он помог еврею».
Житель друзского посёлка Касра-Самия на севере Израиля и фанат «Маккаби Тель-Авив» Мельхем Асад спас от нападающих десятки израильтян. Он сразу заметил, что перед игрой и во время неё охрана была усиленной, а после неё практически отсутствовала. Он также увидел арабоязычных людей, которые говорили: «Любого, у кого футболка Маккаби и израильская символика — бей насмерть». После этого он постарался запутать их, сказав им на арабском, что евреи уже покинули территорию. Также он посоветовал болельщикам не говорить на иврите и прикрыть свои футболки с эмблемами клуба. Затем он направил арабоязычных экстремистов в другую сторону, а сам, подбежав к израильтянам, «предупредил их, что есть иммигранты, которые хотят причинить им вред». Уводя израильтян в безопасное место, он громко говорил по-арабски, чтобы нападающие приняли его за своего и не напали на группу.
С 13 израильтянами долго не было связи, но примерно к 15 часам дня все они были найдены. 30 человек были арестованы, позже число задержанных выросло до 68, из которых было 49 голландцев, 10 израильтян, гражданство троих не было установлено.
После беспорядков из Израиля послали экстренные рейсы El Al и вернули более 2000 человек домой. По возвращении в Израиль болельщики «Маккаби» выкрикивали в аэропорту антиарабские расистские кричалки, которые использовали в Амстердаме, включая «Why is school out of Gaza? There are no children left there» (с англ. — «Почему в Газе нет школы? Там не осталось детей»).

### Вторая волна
11 ноября 2024 года, спустя четыре дня после нападения на израильтян в Амстердаме произошли антисемитские беспорядки. Вандалы с палками и петардами ломали автомобили и велосипеды, подожгли один из известных трамваев, выкрикивали антисемитские лозунги и избили велосипедиста.
К беспорядкам призвали в социальных сетях.
Вечером 11 ноября около 19:15 на центральной площади '40-'45 в районе Слотермеер на западе Амстердама случились беспорядки в которых приняли участие десятки человек. Вандалы с палками и петардами ломали автомобили, подожгли один из известных трамваев и выкрикивали антисемитские лозунги. Пассажиры не пострадали или их там не было.
Бунтовщики на скутерах бросали по Амстердаму мусор и выкрикивали «Kanker Joden». Нападающие, скрывавшие свои лица за масками так же выкрикивали «Свободу Палестине». Это случилось вопреки тому, что власти ввели трёхдневный запрет на любые демонстрации после нападений в пятницу. Повстречавшийся на пути бунтующих велосипедист был насильно снят со своего велосипеда и избит толпой. Они крушили и другие велосипеды. Покупатели торгового центра были вынуждены его покинуть через чёрный ход, а сам центр был закрыт. Затем бунтующие нападали на полицию. Для пресечения беспорядков был задействован вертолёт, который ещё долго летал над площадью.

## Реакция

### Нидерланды
Мэр Амстердама Фемке Халсема заявила, что между фанатами двух клубов не было никакой враждебности. Она утверждала, что в Телеграм-группах, где координировались действия нападавших, распространялись призывы к «охоте на евреев» и охарактеризовала события как «погром». Халсема сказала, что преступление, произошедшее в центре города, не имеет никакой связи с протестами по поводу ситуации на Ближнем Востоке. Позже она заявила, что жалеет об использовании термина «погром», так как, по её словам, он вскоре начал использоваться для политической пропаганды и дискриминации против иммигрантов, проживающих в Амстердаме.
Премьер-министр Нидерландов Дик Схоф осудил нападения и в разговоре с премьер-министром Израиля Нетаньяху пообещал найти виновных и привлечь их к ответственности. Он заявил, что никакие претензии к действиям болельщиков Маккаби не оправдывают того, что произошло позже, «когда были нападения на евреев в Амстердаме».
Голландский король Виллем-Александр заявил: «Мы не должны закрывать глаза на антисемитизм» и отметил, что «евреи должны чувствовать себя в безопасности в Нидерландах после жестоких нападений на израильских футбольных болельщиков в центре Амстердама».
Герт Вилдерс, депутат палаты представителей Нидерландов и лидер крупнейшей в парламенте антиисламской Партии свободы, в социальной сети X написал:
Мы (Нидерланды) стали Газой Европы. Мусульмане с палестинскими флагами охотятся на евреев. Я не приму это. Никогда. Власти будут привлечены к ответственности за неспособность защитить граждан Израиля. Никогда снова.

### Израиль
Представитель Израиля в ООН Дани Данон заявил: «мы получаем очень тревожные сообщения о крайнем насилии в отношении израильтян и евреев на улицах Голландии. В настоящее время в Европе в 2024 году происходит погром». Премьер-министр Израиля Биньямин Нетаньяху отметил: «Это истинные лица сторонников радикального терроризма, с которым мы боремся. Западному миру нужно проснуться сейчас!»

### Палестина
МИД Палестины выступило с заявлением, в котором отвергло все формы насилия, но осудило антиарабский расизм и осквернение палестинского флага сторонниками «Маккаби». Министерство выразило обеспокоенность по поводу трёх дней «насильственных действий» в столице, совершенных фанатами, известными своими «расистскими наклонностями».
Палестинская футбольная ассоциация заявила, что она «серьёзно обеспокоена» инцидентом и осудила антипалестинский расизм и исламофобию, выраженные фанатами «Маккаби». Она также заявила, что «представила ФИФА обширные доказательства таких ненавистнических выражений, однако конкретных действий по-прежнему не последовало». По данным France 24, ни один европейский лидер не осудил расистские антиарабские скандирования или насильственные действия, совершенные израильскими болельщиками. 

### Международная реакция
Специальный посланник США по борьбе с антисемитизмом Дебора Липштадт заявила, что она в ужасе от этих нападений, которые напоминают ей классический погром. Официальные лица как Нидерландов, так и Израиля назвали антисемитизм движущей силой события. Политолог из Университетского колледжа Лондона Владимир Пастухов называет это событие первым после Второй мировой войны полноценным погромом.
Насилие над израильтянами осудили лидеры по всей Европе, в США и Израиле. Многие отметили, что это произошло накануне памятных мероприятий, посвящённых Хрустальной ночи — нацистским погромам 1938 года.

## Судебные процессы
24 декабря 2024 года районный суд Амстердама признал пятерых участников нападений виновными в ряде преступлений, максимальным наказанием стало 6 месяцев заключения.